# チョコレート・ガール バッド・アス!!
『チョコレート・ガール バッド・アス!!』（原題：This Girl Is BAD ASS!!）は、2011年のタイ映画『จั๊กกะแหล๋น』（Jukkalan）のインターナショナル版。

## 概要
2008年の『チョコレート・ファイター』でデビューを果たしたジージャー・ヤーニンの主演第3作目のアクションコメディ映画。今回はメッセンジャー役で、自転車を使ったアクションを披露している。NHKの『アジアンスマイル』で監督のペットターイ・ウォンカムラオが「ジージャーがこれまで出演した映画はアクションだけだったので、彼女の別の一面を見せたかったんです」と言うように、アクションよりも女優ジージャーの多面性に重きを置いた演出がされている。
2011年4月、タイにて公開。2013年1月、オーストラリアにてDVD発売。2013年1月、「未体験ゾーンの映画たち 2013」にて日本公開。インターナショナル版はタイ人にしか分からない部分を除いている。

## ストーリー
両親のいないジャッカレンは、叔父のワンに育てられている。彼女は、ワンの知り合いのルンが経営するメッセンジャーオフィスで働いている。その会社は表向きは、配送業を営んでいるが、裏では、ギャングの荷物を運ぶ運び屋もやっていた。ジャッカレンは、いなくなった両親を探すお金を貯めるために、危険を承知で裏家業の運び屋の仕事をしていた。時には、ギャングの荷物をかすめ取ったりして、お金を作っていた。
そんな矢先、ボスのピアックに、荷物を掠め取っていることがばれ、7日以内にすべての荷物を回収するように言い渡される。全力で回収にあたるジャッカレンたち。
しかし、ピアックの荷物が、別のボスセンのところにも渡っており、その荷物を巡ってピアック、セン、ジャッカレンたちの三つ巴の争いが起こる。最後に残るのは、一体…。

## キャスト
※括弧内は日本語吹替
- ジャッカレン - ジージャー・ヤーニン（小清水亜美）
- ワン - ペットターイ・ウォンカムラオ（石原辰己）
- ルン - アコム・ブリーダクン（西垣俊作）
- ネーウ - ボリブーン・ジャンルアン（畠山豪介）
- ドゥアン - チャラムサック・イエームカマン（入倉敬介）

## 参考
- 「チョコレート・ガール　バッド・アス!!」公式サイト
- จั๊กกะแหล๋น ・・・DVD(タイ版)
- This Girl Is BAD ASS!!・・・DVD(オーストラリア版)